# Obotebes
Els obotebes són els membres d'un clan ijaw que viuen a l'estat del Delta, a la LGA de Burutu. Els obotebes adoren a Ogini, considerat l'avantpassat comú de la tribu.
Els obotebes han estat en conflicte amb els seus clans veïns, els meins i els itsekiris i han tingut bones relacions amb els urhobos, amb qui tradicionalment han comerciat.

## Història
Els avantpassats fundadors dels oboteves (personificats amb el seu avantpassat primigeni, Onido) descendien d'OPU-Beni. Aquests descendien d'ijaws de Benin City, d'olodiames i d'ikebiris juntament amb els avantpassats dels meins, dels oyakiris i d'altres que posteriorment foren absorbits pels tarakiris, els kolokumes i els opokumes. Tots aquests van abandonar Benin City degut a les guerres contínues que hi havia abans de la guerra civil de 1500 entre l'Oba Esigie i el Príncep Oru-Ayan.
Els obotebes primer van migrar a Aboh i posteriorment a la zona central del delta del Níger, al rierol Igbedi i alguns cap al districte d'Isomabou, al riu Nun. Obotebe, l'avantpassat que va donar nom al clan, va migrar altra vegada a la zona d'Aboh. Un dels seus descendents i a la seva família va abandonar la zona i van anar cap a l'oest del delta. Aquests són els avantpassats dels obotebes.
Degut al conflicte amb els meins i els itsekiris que els intentaven capturar per a vendre'ls com esclaus als europeus la majoria dels obotebes es van dispersar: alguns van anar a la zona Warri, com a refugiats dels ogbes i altres van fundar assentaments que van esdevenir la zona obotebe.

### Història recent
El novembre del 2009 els líders del regne obotebe van reclamar drets sobre terres que consideraven seves, que explotava la companyia petroliera Nigeria Agip Oil, així com diners per als beneficis que suposava aquesta explotació. Aquests fets es poden incloure en el conflicte del delta del Níger.